# Świnna Góra
Świnna Góra (611 m) – szczyt w Beskidzie Wyspowym. Na mapie Geoportalu opisany jest jako Świnia Góra, na mapie Compassu i w przewodniku turystycznym jako Świnna Góra. Wznosi się nad miejscowościami Jodłownik, Rupniów i Wilkowisko, po południowo-zachodniej stronie Kostrzy.
Świnna Góra wraz ze szczytami Wierzki i Kostrza wznosi się w grzbiecie będącym działem wodnym między zlewniami Łososiny i Raby. Jej południowo-wschodnie stoki opadają do doliny potoku Bednarka (dopływ Łososiny), północne i południowo-zachodnie do doliny Tarnawki w zlewni Raby. Jest całkowicie porośnięta lasem. Jej stokami prowadzi szlak turystyczny.

## Szlak turystyczny
– zielony: Jodłownik – Świnna Góra – Kostrza. Czas przejścia 2:15 h (↓ 1:45 h), suma podejść 400 m.